# Marta Rivera de la Cruz
Marta María Rivera de la Cruz (Lugo, 4 de junio de 1970) es una escritora, política y periodista española, actual tercera teniente de alcalde de la ciudad de Madrid. Entre 2021 y 2023 fue consejera de Cultura, Turismo y Deporte del Gobierno de la Comunidad de Madrid.

## Biografía
Hija del periodista lucense Francisco Rivera Cela, estudió periodismo en la Facultad de Ciencias de Información de la Universidad Complutense de Madrid (1988-1993); allí mismo haría un posgrado. En esa época integró el equipo fundador de la revista literaria electrónica Espéculo. 
Desde su primera novela la ha acompañado el éxito. Comenzó su carrera literaria en 1996 con El refugio, que resultó ganadora del II Premio de Novela Corta Joven y Brillante. A partir de entonces, paralelamente a seguir escribiendo novelas, ha publicado obras juveniles, cuentos y ensayos, además de incursionar en el guion cinematográfico. Las siguientes novelas obtuvieron algunos galardones relevantes: el Premio Ateneo Joven de Sevilla de Novela en 1998 por Que veinte años no es nada —en la que relataba la pasión irrevocable que Luisa siente por un famoso escritor, Cósimo Herrera, veinte años mayor que ella—; con En tiempo de prodigios, resultó finalista del Premio Planeta 2006, que dos años después había alcanzado para entonces una venta de 130.000 ejemplares, convirtiéndose en una de las obras más populares de los últimos años.
Marta Rivera de la Cruz ha desarrollado también actividades como editora: fue responsable de la antología Cuentos clásicos de Navidad (Espasa, 2003) y del libro La ciudad de las columnas, de Alejo Carpentier, publicada en 2004 por la misma editorial y para el cual escribió una introducción.
Es profesora de escritura creativa en la escuela de creación literaria Hotel Kafka de Madrid y colaboradora habitual de diversos medios, tales como El País Semanal, el programa de radio Al sur de la semana de la cadena COPE, La Sexta Noche (2013-2014) y Más vale tarde (2013-2014) en La Sexta, No nos moverán y Al Quite en Castilla-La Mancha Televisión (2013-actualidad) y Un tiempo nuevo en Telecinco (2014-actualidad).
Ha sido miembro del partido Ciudadanos de la Comunidad de Madrid hasta el 7 de mayo de 2021, día en el que se dio de baja del partido.
Rivera fue diputada en el Congreso de los Diputados entre 2016 y 2019. Posteriormente fue elegida consejera de Cultura y Turismo de la Comunidad de Madrid en el Gobierno de coalición PP-Cs presidido por Isabel Díaz Ayuso. Tras la ruptura del pacto de gobierno en marzo de 2021, Marta Rivera fue cesada en su puesto al igual que el resto de consejeros de Ciudadanos. Posteriormente, Rivera se dio de baja del partido y tras las elecciones a la Asamblea de Madrid de 2021, la reelegida presidenta Isabel Díaz Ayuso la volvió a nombrar consejera de Cultura, Deporte y Turismo. 

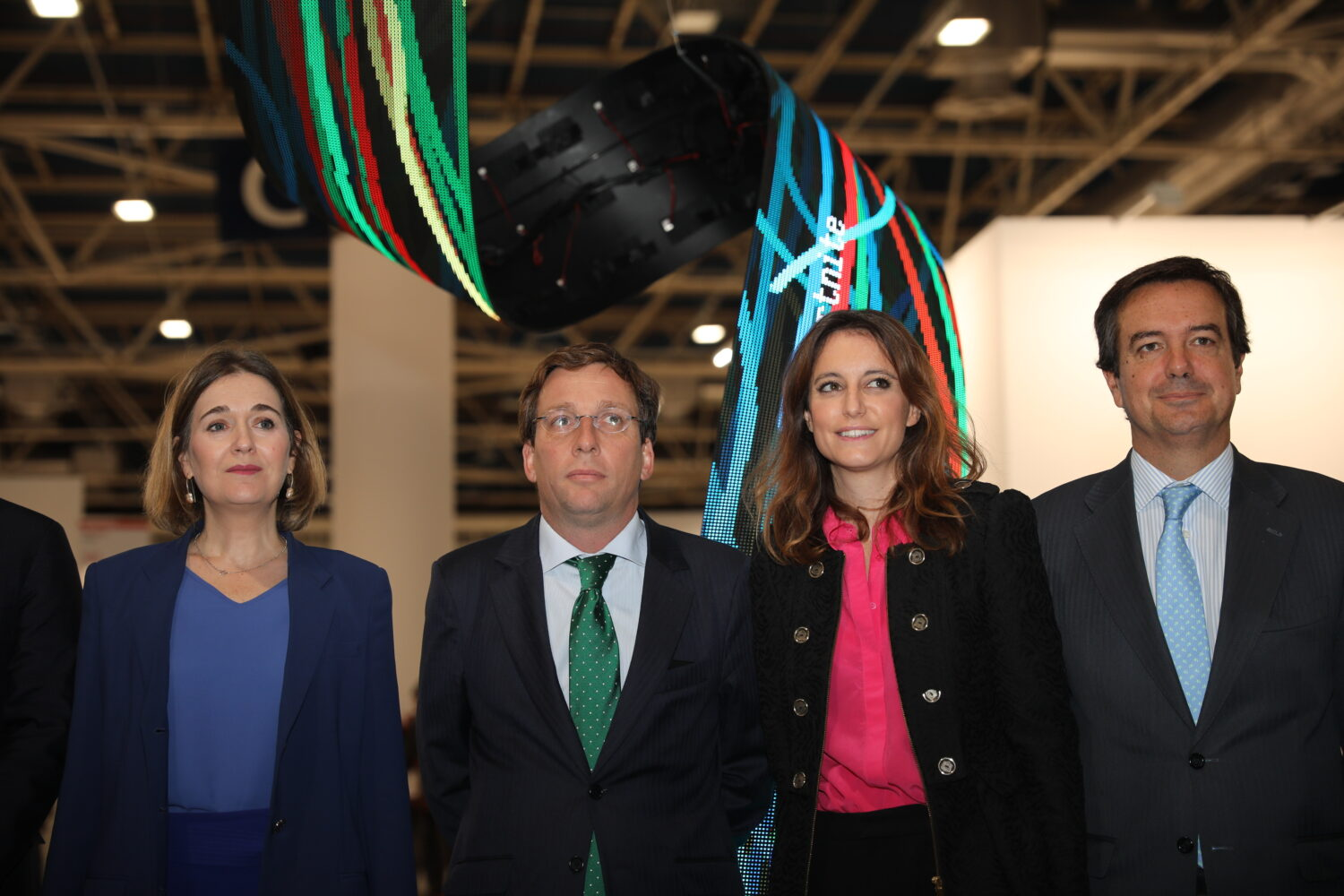
Andrea Levy Soler, el alcalde de Madrid José Luis Martínez-Almeida y la consejera Marta Rivera de la Cruz

A pesar de escribir exclusivamente en castellano, en 2013 fue seleccionada por la Secretaría General de Igualdad de la Xunta de Galicia como única representante del mundo de las letras para homenajear Cantares Gallegos de Rosalía de Castro en el 150.º aniversario de su publicación.

## Posiciones políticas
Rivera de la Cruz apoyó públicamente en febrero de 2008 las tesis de «Galicia Bilingüe», organización a favor de la derogación inmediata en la comunidad autónoma de Galicia del Decreto 124/2007, regulador de la aplicación de la Ley 3/1983 de normalización lingüística en el entorno educativo.
Mantiene que no existió la Conquista de América y lo que conllevó, sino descubrimiento, que España no tuvo colonias y que no hubo ningún expolio.

## Obras

### Novelas
- El refugio (1996). II Premio de Novela Corta whisky J&B, Joven y Brillante.
- Que veinte años no es nada (Algaida, 1998). III Premio Ateneo Joven de Sevilla de Novela.
- Linus Daff, inventor de historias (Plaza y Janés, 2000; reeditado en 2007 en Planeta con el título de El inventor de historias.
- Hotel Almirante (Espasa-Calpe, 2002).
- En tiempo de prodigios (Planeta, 2006; finalista el mismo año del premio de esta editorial).
- La importancia de las cosas (Planeta, 2009)
- La vida después (Planeta, 2011)
- La boda de Kate (Planeta, 2013)
- Nosotros, los de entonces (Planeta, 2016)

### Libros de viajes
- Viajar a Chipre (Plaza y Janés, 2000; Leer-e, 2012).

### Ensayos
- Fiestas que hicieron historia (Temas de Hoy, 2001).
- Tristezas de amor (Espasa-Calpe, 2003).
- Grandes de España (Aguilar, 2004).

### Cuentos
- La vida prodigiosa de Martín Salazar (2008, publicado en línea por la propia autora).
- Los tres cumpleaños de los Pérez Fontán (2014, publicación en línea de la colección Historias de la Clínica).

### Infantil y juvenil
- Otra vida para Cristina (Anaya, 2007).
- La primera tarde después de Navidad (Anaya, 2008). V Premio Anaya de Literatura Infantil y Juvenil.
- Sombras (Ediciones Destino, 2010).

### Guiones
- Coguionista de La conjura de El Escorial, de Antonio del Real.

### Otras colaboraciones
- El beso del andén, en la antología Sobre raíles (Imagine Ediciones, 2001).
- 1934, en el libro de viajes Traslatio literaria y xacobea (Imagine Ediciones, 2007).

## Galardones
- 1996, II Premio de Novela Corta whisky J&B, Joven y Brillante, por El Refugio.
- 1998, III Premio Ateneo Joven de Sevilla de Novela por Que veinte años no es nada.
- 2006, Finalista del Premio Planeta por En tiempo de prodigios.
- 2007, Gallega de Diciembre, del premio Gallegos del año (Grupo Correo Gallego)[16]
- 2008, XV Premio Puro de Cora de Periodismo, otorgado por El Progreso.[17]
- 2008, V Premio Anaya de Literatura Infantil y Juvenil por La primera tarde después de Navidad.